# Fedorita
La fedorita és un mineral de la classe dels silicats, que pertany i dona nom al grup de la fedorita. Rep el nom en honor del matemàtic, cristal·lògraf i mineralogista Evgraf Stepanovich Fedorov (22 de desembre de 1853 - 21 de maig de 1919).

## Característiques
La fedorita és un silicat de fórmula química (Na,K)₂₋₃(Ca₄Na₃)Si₁₆O₃₈(OH,F)₂·3,5H₂O. Cristal·litza en el sistema triclínic.
Segons la classificació de Nickel-Strunz, la fedorita pertany a «09.EE - Fil·losilicats amb xarxes tetraèdriques de 6-enllaços connectades per xarxes i bandes octaèdriques» juntament amb els següents minerals: bementita, brokenhillita, pirosmalita-(Fe), friedelita, pirosmalita-(Mn), mcgil·lita, nelenita, schal·lerita, palygorskita, tuperssuatsiaïta, yofortierita, windhoekita, falcondoïta, loughlinita, sepiolita, kalifersita, girolita, orlymanita, tungusita, reyerita, truscottita, natrosilita, makatita, varennesita, raïta, intersilita, shafranovskita, zakharovita, zeofil·lita, minehil·lita, martinita i lalondeïta.

## Formació i jaciments
Va ser descoberta al massís alcalí de Turii, a l'óblast de Múrmansk (Rússia). També ha estat descrita en alguns indrets propers a la confluència dels rius Chara i Tokko, a la república russa de Sakhà, així com Schellkopf, a la localitat de Brohltal (Renània-Palatinat, Alemanya). Aquests indrets són els únics de tot el planeta on ha estat descrita aquesta espècie mineral.